# Šabelkivka
Šabelkivka (ukrajinsky Шабельківка, rusky Шабельковка – Šabelkovka) je sídlo městského typu v Doněcké oblasti na Ukrajině. 

## Poloha
Šalbekivka leží přibližně pět kilometrů západně od Kramatorsku, pod který ze správního hlediska patří. Od Doněcku, správního střediska celé oblasti, je vzdálena přibližně sto kilometrů severovýchodně..

## Dějiny
První zmínka o obci je z roku 1767. Status sídla městského typu má od listopadu 1938.